# Vpliv kognitivnih dejavnikov na odgovore v testu
Članek vsebuje opis nekaterih kognitivnih napak oziroma učinkov, ki se lahko pojavijo pri odgovarjanju na teste. Takšnih napak, ki se nanašajo na človekove kognitivne procese je mnogo, kot na primer: težnja po enako pogosti uporabi vseh odgovorov, težnja k skrajnim ocenam, napaka kontrasta, halo učinek, socialna zaželenost odgovorov idr.

HALO UČINEK
Opredelitev. Ocenjevalec podobno ocenjuje različne lastnosti istega dražljaja, in sicer v skladu s splošnim stališčem do ocenjevanega dražljaja ali pa v skladu z oceno ene izmed lastnosti dražljaja. Ta napaka se neredko pojavi pri ocenjevanju osebnostnih značilnosti ali sposobnosti drugih ljudi. Gre za to, da na podlagi prvega vtisa ali na podlagi tega, kar so nam povedali drugi, oblikujemo celoten vtis o osebi in skladno s tem ocenjujemo vse lastnosti, čeprav ne vemo, kakšna je njihova dejanska izraženost (Podlesek in Brenk, 2009). Korelacije med ocenami, ki jih dajejo ocenjevalci, se zaradi halo učinka razlikujejo od korelacij, ki bi jih odkrili, če se halo učinek ne bi pojavil (Bechger, Maris in Hsiao, 2010). 
Rešitve. Halo učinku se lahko poskusimo izogniti tako, da ocenjevalce informiramo o možnosti delovanja tega učinka, kar povzroči, da učinek ozavestijo, nato pa jih treniramo v ocenjevanju. Lahko tudi ocenjevanje razdelimo na več delov, med katerimi uvedemo daljši časovni premor  ali pa uporabimo horizontalno ocenjevanje, pri čemer gre za zaporedno ocenjevanje različnih dražljajev, vendar vseh po isti lastnosti (Podlesek in Brenk, 2009).
Halo učinku je podobna tudi logična napaka, ko ocenjevalec misli, da so ocenjevane lastnosti logično povezane ali da je ena lastnost predpogoj za drugo, in jih posledično podobno ocenjuje (Podlesek in Brenk, 2009).

UČINEK PRIČAKOVANJA
Opredelitev. Učinek pričakovanja pomeni, da hipoteze in pričakovanja eksperimentatorja vplivajo na izid raziskav. V interakciji med opazovalcem in opazovanci je včasih na določen način omogočeno, da pričakovanja raziskovalca glede izida raziskave usmerjajo opazovance in njihovo vedenje ter posledično vplivajo tako na potek, kot tudi na izide raziskave. 
Možno ga je zmanjšati s sodelovanjem eksperimentatorjev, ki hipoteze ne poznajo, z dodatnim nadzorom opazovalcev ali pa z zmanjšanjem direktne interakcije med raziskovalcem in poskusnimi osebami in tako naprej (Musek, Pečjak in Polič, 1981).

SOCIALNA ZAŽELENOST ODGOVOROV
Opredelitev. Posamezniki, ki odgovarjajo na socialno zaželen način, bodo poudarjali vedenja, ki jih družba odobrava  in zanikali povezavo z vedenji ali mnenji, ki jih družba ne odobrava (Furnham, 1986; Orvik, 1972, v Ellingson, Smith in Sackett, 2001). 
Lestvice socialne zaželenosti. Namenjene so ugotavljanju individualnih razlik v socialni zaželenosti, na podlagi česar lahko sklepamo na kredibilnost odgovorov v osebnostnih vprašalnikih (Ellingson, Sackett in Hough, 1999; Hough, 1998; Ones, Viswesvaran in Reiss, 1996; Piedmont, McCrae, Riemann in Angleitner, 2000, v Li in Bagger, 2007). 

TEŽNJA PO ENAKO POGOSTI UPORABI VSEH ODGOVOROV
Opredelitev. Osebe, pri katerih prihaja do te napake pričakujejo, da bi morale biti vse vrste odgovorov približno enako zastopane (Podlesek in Brenk, 2009). 

TEŽNJA K SREDNJIM OCENAM
Opredelitev. Ta napaka se kaže skozi ocenjevanje vseh dražljajev oziroma njihovih lastnosti s srednjimi kategorijami na lestvici oziroma s povprečnimi številčnimi ocenami, čeprav se dejansko subjektivno razlikujejo. Pogosta uporaba srednjega odgovora lahko nakazuje težave z razumevanjem navodil, preveliko težavnost naloge ali nizko motiviranost udeleženca. Če je napaka posledica slabe razločevalne moči lestvice, jo lahko poskusimo odpraviti z uvedbo večjega števila kategorij (Podlesek in Brenk, 2009). 
Mnogi se nagibajo k temu, da pretirano uporabljajo srednje, povprečne ocene in se nekako izogibajo ekstremnim ocenam (Musek, Pečjak in Polič, 1981). 

TEŽNJA K SKRAJNIM OCENAM
Opredelitev. Za to napako je značilno, da so udeleženci nagnjeni k ocenjevanju s skrajnimi ocenami (po navadi 1 ali 5), izogibajo pa se srednjim ocenam. Težnja k skrajnim ocenam je del pogostejšega pojava, in sicer črnobelega ocenjevanja (Musek, Pečjak in Polič, 1981).

NAPAKA KONTRASTA
Opredelitev. Ta napaka se pojavi, kadar ocenjevalec nekemu dražljaju da oceno, ki se od ocene drugega dražljaja razlikuje bolj, kot bi se morala (Podlesek in Brenk, 2009). Musek, Pečjak in Polič (1981) pravijo, da tako pogosto druge ocenjujemo nasprotno kot samega sebe. Nekdo, ki se ocenjuje kot zelo resnicoljubnega, bo verjetno druge ocenjeval kot manj resnicoljubne, kot v resnici so. Avtorji pravijo, da je ta napaka morda povezana z obrambnimi mehanizmi, torej s težnjo, da vidimo sebe v boljši luči kot druge. 
Rešitve. Temu se lahko poskušamo izogniti tako, da dražljaje v različnih meritvah predvajamo po naključnem zaporedju (Podlesek in Brenk, 2009). 

NAPAKA BLIŽINE
Opredelitev. Za to napako je značilno, da ocenjevalec pri postavkah, ki so navedene skupaj, daje bolj podobne ocene, kot jih daje postavkam, navedenih na oddaljenih koncih vprašalnika (Podlesek in Brenk, 2009). Raziskava Stockforda in Bissella (1949, v: Musek, Pečjak in Polič, 1981) je pokazala, da je povprečna korelacija med bližnjimi ocenami 0,66, povprečna ocena med oddaljenimi ocenami pa 0,46. 